# Diabrotica scripta
Diabrotica scripta là một loài bọ cánh cứng thuộc họ Chrysomelidae. Loài này được Olivier miêu tả khoa học năm 1808.